# Alcide Legrand
Alcide Legrand (* 17. Februar 1962 in Bergerac, Dordogne) ist ein ehemaliger französischer Ringer. Er gewann bei der Weltmeisterschaft 1989 eine Bronzemedaille im freien Stil im Mittelgewicht.

## Werdegang
Alcide Legrand begann als Jugendlicher 1973 mit dem Ringen und konzentrierte sich dabei auf den freien Stil. Im Jahre 1980 wurde er französischer Juniorenmeister der Altersgruppe „Juniors“ und im Jahre 1982 in der Altersgruppe „Espoirs“. Er wechselte dann nach Paris, bekam eine Anstellung bei den städtischen Verkehrsbetrieben und wurde Mitglied des Sportvereins VS Metro Paris. Zu seinem wichtigsten Trainer wurde in jenen Jahren Gerard Santoro. Als Erwachsener rang Alcide Legrand bei einer Größe von 1,77 Metern zunächst im Weltergewicht und ab 1986 im Mittelgewicht.
Im Jahre 1980 nahm er an der Junioren-Weltmeisterschaft (Juniors) in Colorado Springs teil. In der Gewichtsklasse bis 70 kg gewann er dabei eine Bronzemedaille. Internationale Meisterschaften im Nachwuchsbereich waren damals noch in ihrer Anfangsphase, dennoch handelte es sich bei dieser Meisterschaft, an der nur wenige Nationen teilnahmen, um eine offizielle Meisterschaft des Ringer-Weltverbandes (FILA).
1982 wurde Alcide Legrand im Weltergewicht erstmals französischer Meister bei den Senioren. Diesen Titel gewann er bis zum Jahre 1998 insgesamt dreizehnmal. Er nahm an 15 französischen Meisterschaften teil und konnte nur 1985, da wurde er Dritter im Mittelgewicht und 1997, da belegte er im Mittelgewicht den 2. Platz, nicht den Titel gewinnen.
Bei den Senioren startete er im Jahre 1983 erstmals bei einer internationalen Meisterschaft. Dabei belegte er bei der Meisterschaft der Europäischen Union in Annecy im Weltergewicht den 2. Platz hinter dem Deutschen Stefan Badusch. In den folgenden Jahren erzielte er bei vielen Welt- und Europameisterschaften gute bis sehr gute Resultate. Es gelang ihm aber nur einmal, in die Medaillenränge vorzustoßen: bei der Weltmeisterschaft 1989 im schweizerischen Martigny. Er belegte dort im Mittelgewicht hinter Elmadi Dschabrailow aus der Sowjetunion und Melvin Douglas aus den Vereinigten Staaten, aber noch vor so hervorragenden Ringern wie Necmi Gençalp aus der Türkei und Jozef Lohyňa aus der CSSR den 3. Platz und gewann damit eine WM-Bronzemedaille.
Durch einen guten 6. Platz bei der Weltmeisterschaft 1991 in Warna erreichte Alcide Legrand die Qualifikation für die Olympischen Spiele 1992 in Barcelona. In Barcelona verlor er seinen ersten Kampf gegen Jozef Lohyna, besiegte dann Roberto Neves aus Brasilien und musste sich in seinem dritten Kampf dem Rumänen Nicolae Ghiță knapp mit 2:3 Punkten geschlagen geben. Er schied damit aus und kam auf den 11. Platz.
1993 kam er bei den Mittelmeer-Spielen in Languedoc-Roussillon hinter Sebahattin Öztürk auf den 2. Platz. Er startete dann noch bis 1997 bei verschiedenen Welt- und Europameisterschaften, konnte sich aber nicht mehr im Vorderfeld platzieren.

## Internationale Erfolge
| Jahr | Platz | Wettbewerb                                  | Gewichtsklasse | Ergebnisse |
| 1980 | 3.    | Junioren-WM (Juniors) in Colorado Springs   | bis 70 kg      | hinter John Johnson, USA und Hajime Wakui, Japan                                                                            |
| 1983 | 2.    | EU-Meisterschaft in Annecy                  | Welter         | hinter Stefan Badusch, Deutschland, vor Hans Berkenbosch, Niederlande                                                       |
| 1984 | 7.    | EM in Jönköping                             | Welter         | Sieger: Taram Magomedow, Sowjetunion vor Martin Knosp, Deutschland                                                          |
| 1986 | 6.    | WM in Budapest                              | Mittel         | Sieger: Wladimer Modossiani, UdSSR vor Alexander Nanew, Bulgarien und Jozef Lohyna, CSSR                                    |
| 1987 | 13.   | WM in Clermont-Ferrand                      | Mittel         | Sieger: Mark Schultz, USA vor Alexander Nanew und Wladimer Modossiani                                                       |
| 1989 | 2.    | Großer Preis von Deutschland in Bonn        | Mittel         | hinter Jozef Lohyna, vor Reiner Trik und Klaus Riesterer, beide Deutschland                                                 |
| 1989 | 3.    | WM in Martigny/Schweiz                      | Mittel         | hinter Elmadi Dschabrailow, UdSSR und Melvin Douglas, USA, vor Necmi Gencalp, Türkei und Jozef Lohyna                       |
| 1990 | 3.    | Großer Preis von Deutschland in Saarbrücken | Mittel         | hinter Rahmat Sukra, Bulgarien und Hans Gstöttner, DDR, vor Luchman Dschabrailow, UdSSR                                     |
| 1990 | 5.    | EM in Poznań                                | Mittel         | hinter Hans Gstöttner, Luchman Dschabrailow, Sebahattin Öztürk und Nicolae Ghiță, Rumänien                                  |
| 1991 | 2.    | "Roger-Coulon"-Memorial in Carcassonne      | Mittel         | hinter Hans Gstöttner, vor Lee Dong-woo, Südkorea und Francisco Eglesia, Spanien                                            |
| 1991 | 6.    | EM in Stuttgart                             | Mittel         | Sieger: Elmadi Dschabrailow vor Hans Gstöttner und Sebahattin Öztürk                                                        |
| 1991 | 2.    | Mittelmeer-Spiele in Athen                  | Mittel         | hinter Sebahattin Öztürk, vor Mohammed Zayar, Syrien                                                                        |
| 1991 | 6.    | WM in Warna                                 | Mittel         | Sieger: Kevin Jackson, USA vor Jozef Lohyna und Sebahattin Öztürk                                                           |
| 1992 | 14.   | EM in Kaposvár                              | Mittel         | Sieger: Sebahattin Öztürk vor László Dvorák, Ungarn und Rustem Kelechsajew, Russland                                        |
| 1992 | 11.   | OS in Barcelona                             | Mittel         | nach einer Niederlage gegen Jozef Lohyna, einem Sieg über Roberto Neves, Brasilien und einer Niederlage gegen Nicolae Ghiță |
| 1993 | 6.    | EM in Istanbul                              | Mittel         | Sieger: Rustem Kelechsajew vor Sebahattin Öztürk und Alexander Sawko, Ukraine                                               |
| 1993 | 2.    | Mittelmeer-Spiele in Languedoc-Roussillon   | Mittel         | hinter Sebahattin Öztürk, vor Mohammed Zayar                                                                                |
| 1994 | 11.   | EM in Rom                                   | Mittel         | Sieger: Rustem Kelechsajew vor Luchman Dschabrailow und Hans Gstöttner                                                      |
| 1994 | 11.   | WM in Istanbul                              | Mittel         | Sieger: Luchman Dschabrailow vor Sebahattin Öztürk und Hans Gstöttner                                                       |
| 1995 | 9.    | EM in Fribourg/Schweiz                      | Mittel         | Sieger: Magomed Ibragimow, Aserbaidschan vor Sergei Gubrintschuk, Ukraine und Rasul Katinowasow, Russland                   |
| 1995 | 29.   | WM in Atlanta                               | Mittel         | Sieger: Kevin Jackson vor Elmadi Dschabrailow und Ruslan Kinchagow, Usbekistan                                              |
| 1997 | 14.   | EM in Warschau                              | Mittel         | Sieger: Chadschimurad Magomedow, Russland vor Nicolae Ghiță und David Bichinaschwili, Ukraine                               |

## Französische Meisterschaften
Alcide Legrand wurde französischer Meister im Weltergewicht in den Jahren 1982 bis 1984 und im Mittelgewicht in den Jahren 1986, 1988 bis 1991, 1993 bis 1996 und 1998, jeweils im freien Stil.

## Erläuterungen
- alle Wettkämpfe im freien Stil
- OS = Olympische Spiele, WM = Weltmeisterschaft, EM = Europameisterschaft
- Weltergewicht, Gewichtsklasse bis 74 kg, Mittelgewicht, bis 1996 bis 82 kg, ab 1997 bis 85 kg Körpergewicht